# Beppo Levi
Pour les articles homonymes, voir Levi.
Beppo Levi (Turin, 14 mai 1875 – Rosario, 28 août 1961) est un mathématicien italien, connu notamment pour le théorème de convergence monotone, aussi nommé théorème de Beppo Levi.
Né à Turin, c'est dans cette ville qu'il obtient son doctorat à l'âge de 21 ans. Ce n'est que quelques années plus tard, en 1901, qu'il obtient un poste de professeur, à l'université de Plaisance. Il quitte ce poste pour rejoindre l'université de Cagliari en 1906, qu'il quitte à son tour en 1928 pour celle de Bologne.
En 1938 (ou 1939) il est expulsé et est contraint à l'exil. En effet, l'État fasciste de Mussolini proclame lois raciales fascistes, qui interdisent aux Juifs les études supérieures, que ce soit pour les enseignants ou les étudiants.
Il émigre en Argentine, à Rosario, invité par le doyen de la Facultad de Ciencias Matemáticas, Físico-Químicas y Naturales Aplicadas a la Industria de l'Universidad Nacional del Litoral (aujourd'hui Facultad de Ciencias Exactas, Ingeniería y Agrimensura at the Universidad Nacional de Rosario). C'était un détachement de l'université de Santa Fe basée à Rosario. Il dirige de 1939 à 1961 l'Institut de mathématiques, nouvellement créé.
Il a fondé la première revue mathématique d'Argentine : Mathematicae Notae.
Il a été membre de l'Académie des sciences de Bologne, ainsi que de la prestigieuse Académie des Lyncéens.

## Source de la traduction
- (en) Cet article est partiellement ou en totalité issu de l’article de Wikipédia en anglais intitulé « Beppo Levi » (voir la liste des auteurs).